# Apokalipsa zdaj
Apokalipsa zdaj (tudi Apokalipsa danes, angleško Apocalypse Now) je ameriški epski vojni film o vietnamski vojni iz leta 1979, ki ga je režiral, produciral in skupaj z Johnom Miliusom zanj napisal scenarij Francis Ford Coppola. V glavnih vlogah nastopajo Marlon Brando, Robert Duvall, Martin Sheen, Frederic Forrest, Albert Hall, Sam Bottoms, Laurence Fishburne, Harrison Ford in Dennis Hopper. Scenarij in besedilo pripovedovalca, ki ga je napisal Michael Herr, ohlapno temelji na noveli Srce teme Josepha Conrada iz leta 1899, le da je prizorišče spremenjeno iz Svobodne države Kongo v poznem 19. stoletju v vietnamsko vojno. Filmska zgodba spremlja rečno potovanje stotnika Benjamina L. Willarda (Sheen) iz Južnega Vietnama v Kambodžo, kjer naj bi na skrivaj izvedel atentat na poročnika Kurtza (Brando), prebežnika iz ameriške vojske, ki je obtožen umora in velja za norega.
Milius je dobil idejo za priredbo novele Srce teme v vietnamski vojni film in je začel pisati scenarij s Coppolo kot producentom, George Lucas pa je bil predviden za režiserja. Zaradi zasedenosti slednjega je Coppola prevzel tudi režiserski položaj, projekta se je lotil pod vplivom filma Wernerja Herzoga, Aguirre, srd božji. Sprva je bilo načrtovanih pet mesecev snemanja, toda film je postal razvpit po težavah ob snemanju, zaradi česar je to trajalo več kot leto, kar je Coppola ovekovečil v dokumentarnem filmu Hearts of Darkness: A Filmmaker's Apocalypse (1991). Podaljšanje snemanja so povzročili prihod prekomerno težkega in povsem nepripravljenega Brandona, uničenje scene zaradi vremenskih nevšečnosti ter živčni zlom in skoraj usodna srčna kap Sheena. Težave so se nadaljevale tudi v post-produkciji, zaradi česar je bila premiera filma večkrat prestavljena, med tem ko je Coppola montiral več kot 300.000 metrov filmskega traku.
Film je bil premierno prikazan 10. maja 1979 na Filmskem festivalu v Cannesu, kjer je še nedokončan prejel zlato palmo za najboljši film, uradno končan pa je bil 15. avgusta istega leta, ko so ga začeli prikazovati v ameriških kinematografih. Izkazal se je za finančno zelo uspešnega, saj je prinesel 78 milijonov USD prihodkov v ZDA in 150 milijonov po vsem svetu ob 31-milijonskem proračunu. Sprva je film naletel na mešane ocene kritikov, ki so hvalili fotografijo Vittoria Storara, Coppolov prikaz glavne teme filma pa označili za razočaranje. Sodobni kritiki ga uvrščajo med najboljše filme vseh časov. Na 52. podelitvi je bil nominiran za oskarja v osmih kategorijah, tudi za najboljši film, najboljšo režijo in najboljšega stranskega igralca (Duvall), osvojil pa oskarja za najboljšo fotografijo in mešanje zvoka. Revija Sight & Sound ga je uvrstila na 14. mesto najboljših filmov v zgodovini leta 2012 po anketi filmskih kritikov in na šesto mesto po izboru režiserjev. Leta 2000 ga je ameriška Kongresna knjižnica izbrala za ohranitev v okviru Narodnega filmskega registra zaradi njegove »kulturne, zgodovinske ali estetske vrednosti«.

## Vloge
- Martin Sheen kot stotnik Benjamin L. Willard
- Marlon Brando kot poročnik Walter E. Kurtz
- Robert Duvall kot podpolkovnik William »Bill« Kilgore
- Frederic Forrest kot Jay »Chef« Hicks
- Albert Hall as podčastnik George Phillips
- Sam Bottoms kot  Lance B. Johnson
- Laurence Fishburne kot Tyrone »Mr. Clean« Miller
- Dennis Hopper ameriški fotoreporter
- G. D. Spradlin kot generalpodpolkovnik R. Corman
- Jerry Ziesmer kot Jerry
- Harrison Ford kot polkovnik G. Lucas
- Scott Glenn kot stotnik Richard M. Colby